# Where There's a Will, There's a Way (film, 1911)
Pour plus de détails, voir Fiche technique et Distribution.
Where There's a Will, There's a Way est un film muet américain réalisé par Francis Boggs et sorti en 1911.

## Fiche technique
- Réalisation : Francis Boggs
- Production : William Selig
- Format  : Court métrage en noir et blanc, muet, 35 mm, rapport de forme : 1.33
- Genre : Comédie
- Durée :  (200 m)
- Date de sortie : États-Unis : 5 juin 1911

## Distribution
- Nick Cogley
- George Hernandez
- Herbert Rawlinson
- Roy Watson
- Elaine Davis
- Betty Harte
- Anna Dodge